# Aphthona malaisei
Aphthona malaisei is een keversoort uit de familie bladkevers (Chrysomelidae). De wetenschappelijke naam van de soort werd in 1939 gepubliceerd door Gilbert Ernest Bryant.